# Kostel Proměnění Páně (Chlum u Všestar)
Kostel Proměnění Páně je barokní kostel ve vsi Chlum u Všestar.

## Historie

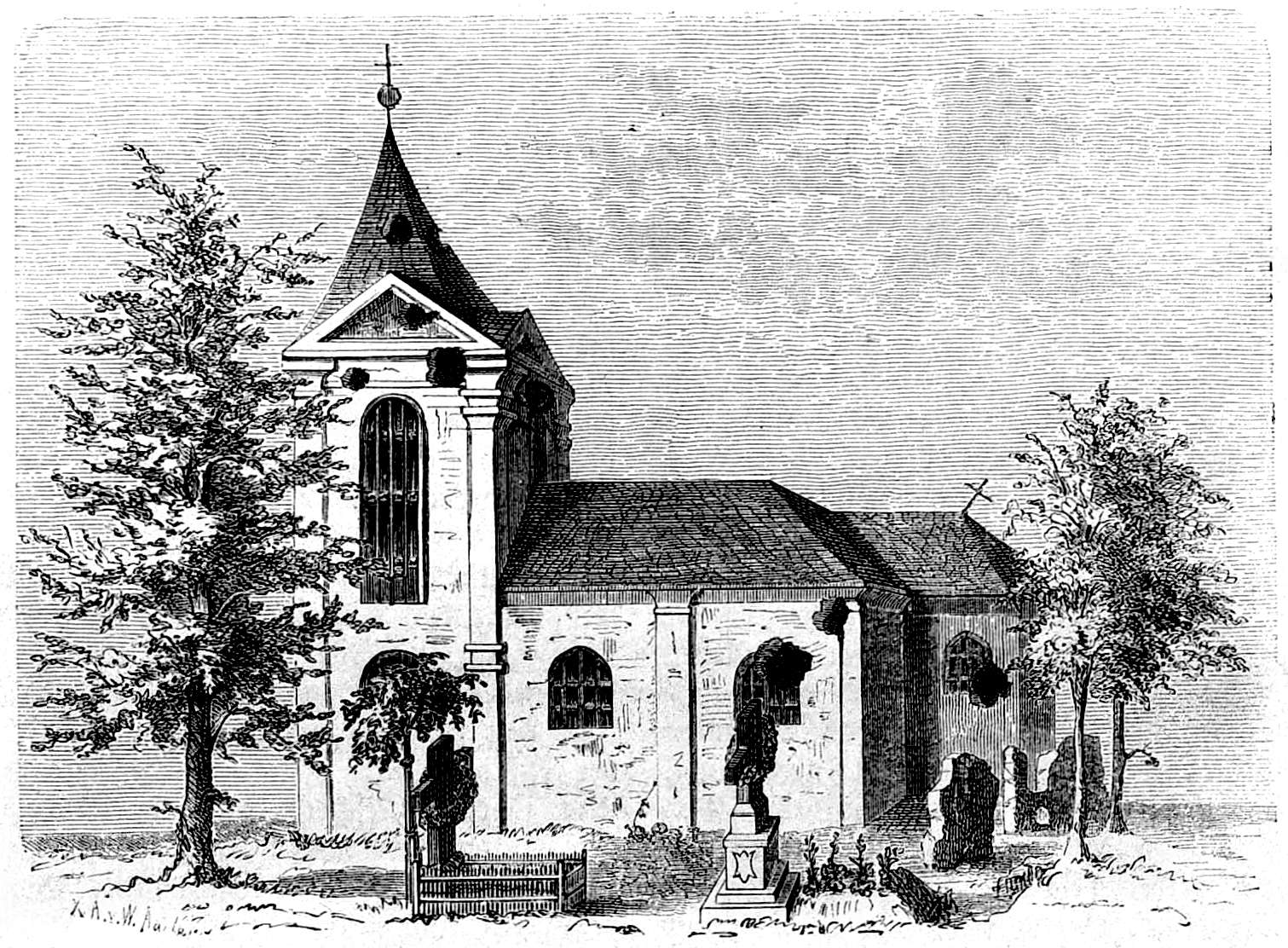
Kostel v roce 1867

Chlumský kostel je prvně doložen roku 1384, avšak není vyloučeno, že na jeho místě stál dříve menší svatostánek. V 16. století byl kostel přestavěn, majitelem panství byl rod Bořků z Dohalic. 20. října 1578 daroval závětí Bořek Hamza ze Zabědovic a na Světí tomuto kostelu louku Charvátku. V 17. století přestal být kostel farním a stal se filiálním s farností ve Všestarech. Roku 1729 nechal opravit kostel Karel Ferdinand Dobřenský z Dobřenic a v polovině 18. století vdova po něm, Alžběta Dobřenská z Dobřenic, nechala kostel obnovit a přistavět zděnou věž, která nahradila dřevěnou.
Roku 1824 spadl v lodi strop a byl nahrazen nynějším rákosovým stropem. V roce 1845 došlo k další opravě kostela. Dne 3. července 1866 došlo v blízkosti kostela Proměnění Páně k vojenskému střetu. Chlumský kostel se stal lazaretem, na menze hlavního oltáře lékaři prováděli polní operace. Budova kostela byla válkou značně poškozena, vnitřní vybavení téměř zničeno. Granáty a dělové koule, jimiž byl kostel zasažen, byly zasazeny do jeho zdi. Po uzavření míru navštívil kostel František Josef I., který kostelu později věnoval značné množství peněz na renovaci.
V prosinci 1868 se během vichřice zřítila horní část věže, propadla se na presbytář a prorazila klenbu. Oprava byla dokončena o dva roky později. 3. července 1876 navštívil kostel korunní princ Rudolf. Od roku 1964 je kostel chráněn jako kulturní památka. V roce 2008 byla opravena fasáda věže, v letech 2008 až 2010 byla opravena loď kostela, presbytář a sakristie a v letech 2015 až 2016 došlo k opravě vnitřních omítek a výmalbě kostela, zrestaurování kazatelny, opravě varhan a instalaci elektronického zabezpečovacího zařízení.

## Popis

### Kostel

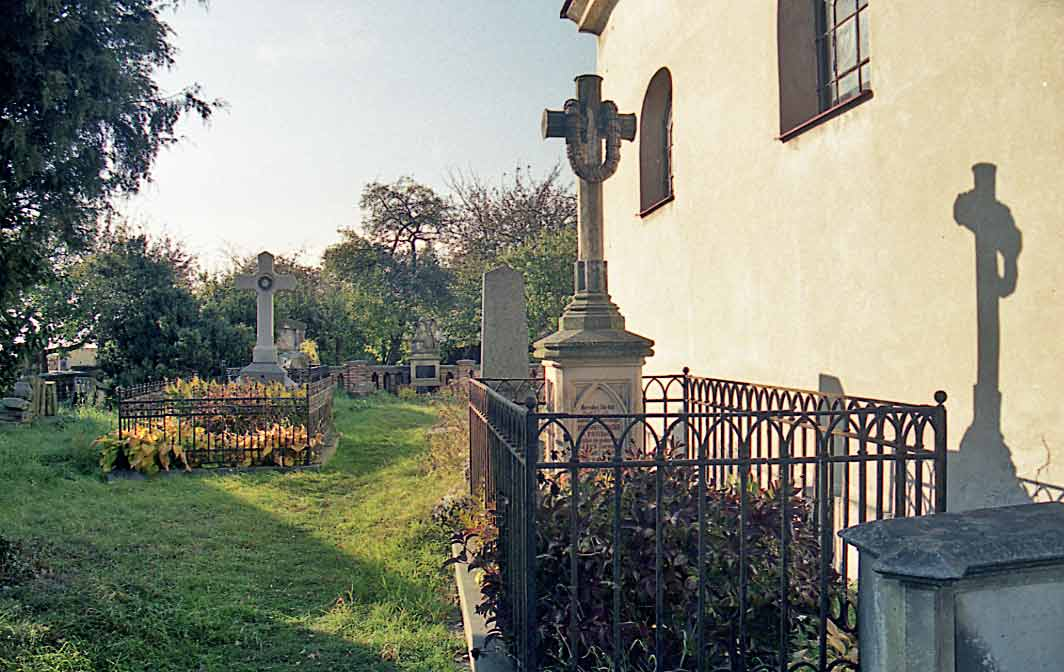
Hrob rakouského generálmajora Ferdinanda Poschachera

Kostel je jednolodní barokní stavba na obdélném půdoryse s polygonálním presbytářem s gotickými prvky. K němu přiléhá sakristie na severní straně. Hlavní oltář zasvěcený Proměnění Páně je pozdně renesanční trojkřídlá zavírací archa. V severním bočním oltáři je obraz Ukřižovaného z roku 1872 od malíře Josefa Koláře, v jižním bočním oltáři nalezneme sochu svatého Isidora, kterou nechala v roce 1744 zřídit Alžběta Dobřenská z Dobřenic.

### Zvony
Jediný zvon v kostele pochází z roku 1541 zhotovený Václavem Farářem z Hradce Králové. Zbylé tři zvony podlehly rekvizicím v první světové válce.

### Hřbitov
Na kostelním hřbitově se nachází několik pomníků a hrobů mrtvých důstojníků z bitvy u Hradce Králové. Například pruský major Heinrich Richard von Reusse od 2. gardového pěšího pluku a dva pruští důstojníci, jejichž ostatky sem byly přeneseny ze zaniklého hrobu, jsou pohřbeni ve společném hrobě zatíženém žulovým balvanem. Pod vysokým žulovým křížem ozdobeným bronzovou trnovou korunou je pohřben rakouský major a křídelní pobočník vrchního velitele Ferdinand Graf Grünne. Hrob rakouského generálmajora Ferdinanda Poschachera von Poschach, velitele brigády od I. armádního sboru, je označen pseudogotickým pískovcovým náhrobkem s křížem zdobeným kamenným věncem.
Většina obětí bitvy u Hradce Králové je však pohřbena na nedalekém vojenském hřbitově.

## Turistika
Kostel je jednou ze zastávek naučné stezky Centrálního bojiště Chlum.

## Galerie

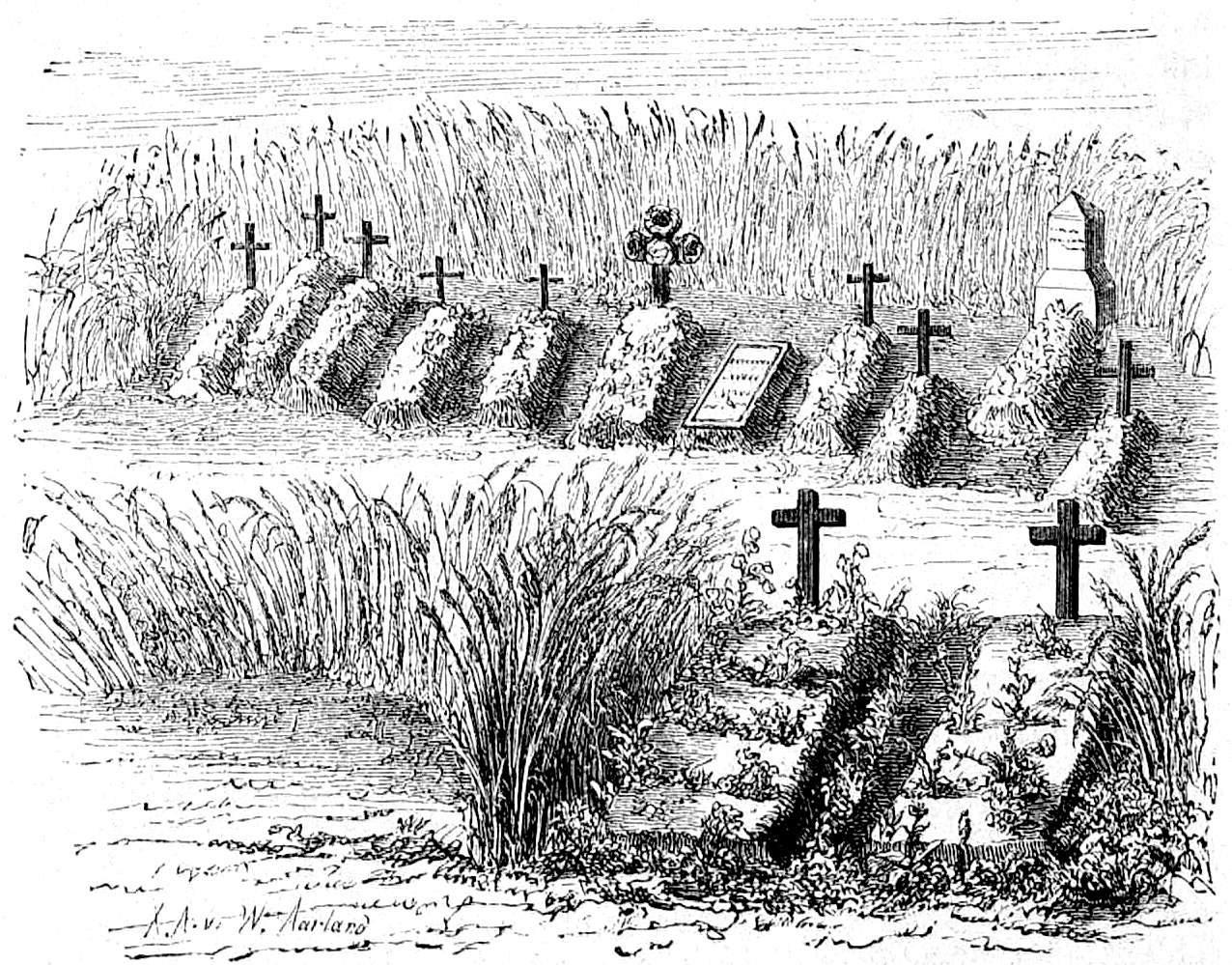
Hroby rakouských vojáků za kostelem v roce 1867
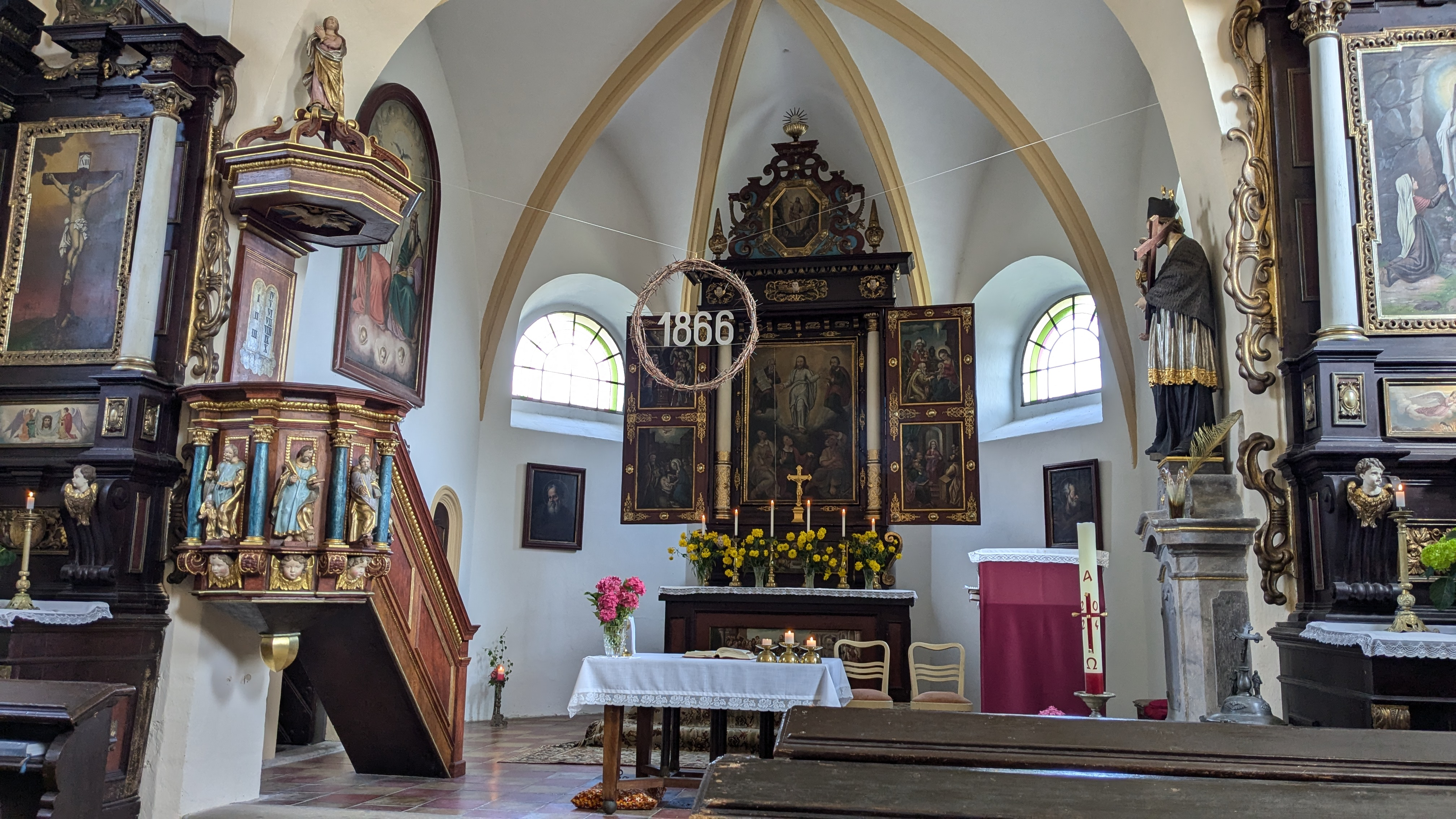
Interiér kostela
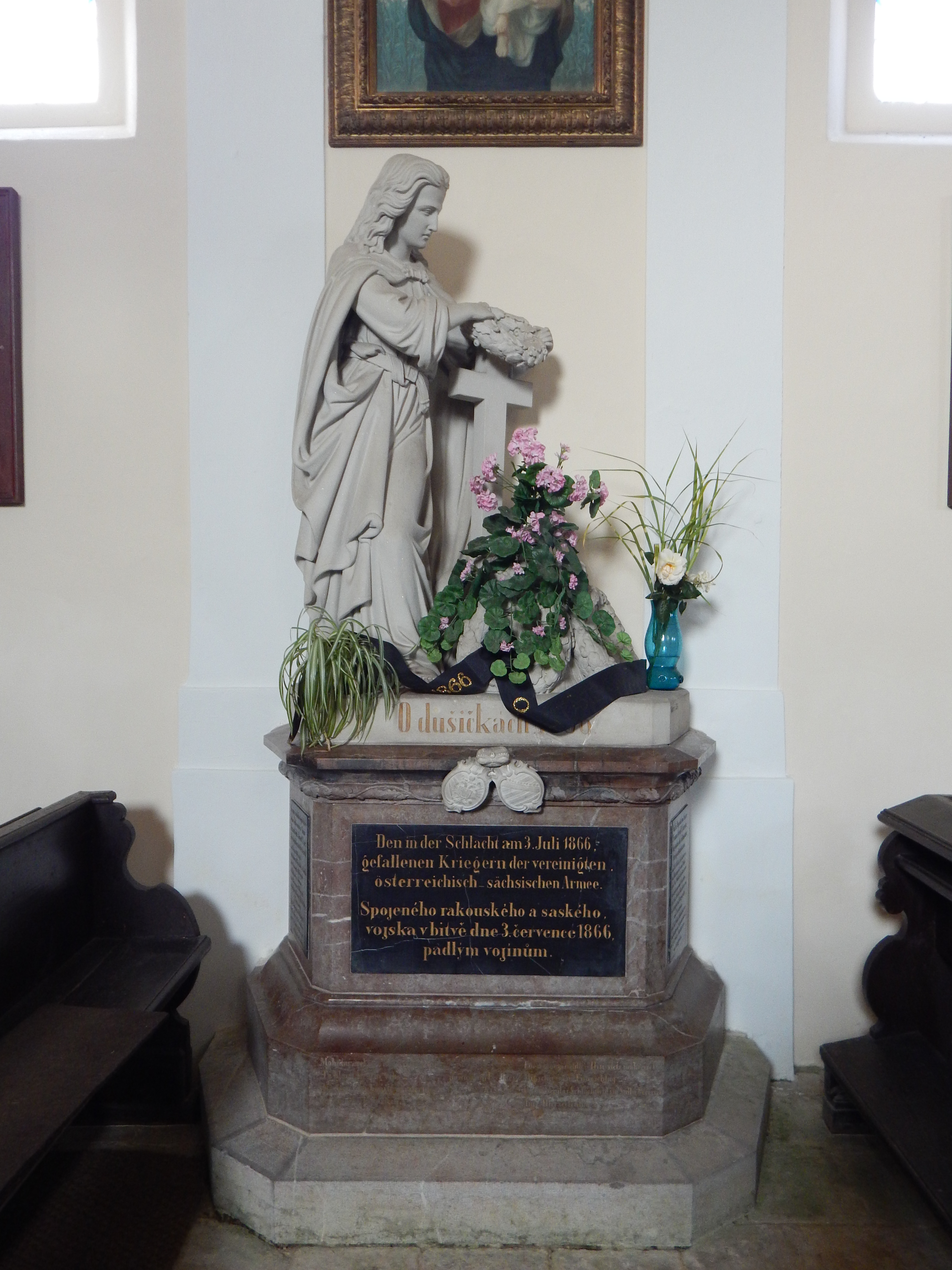
Socha truchlícího génia v kostele
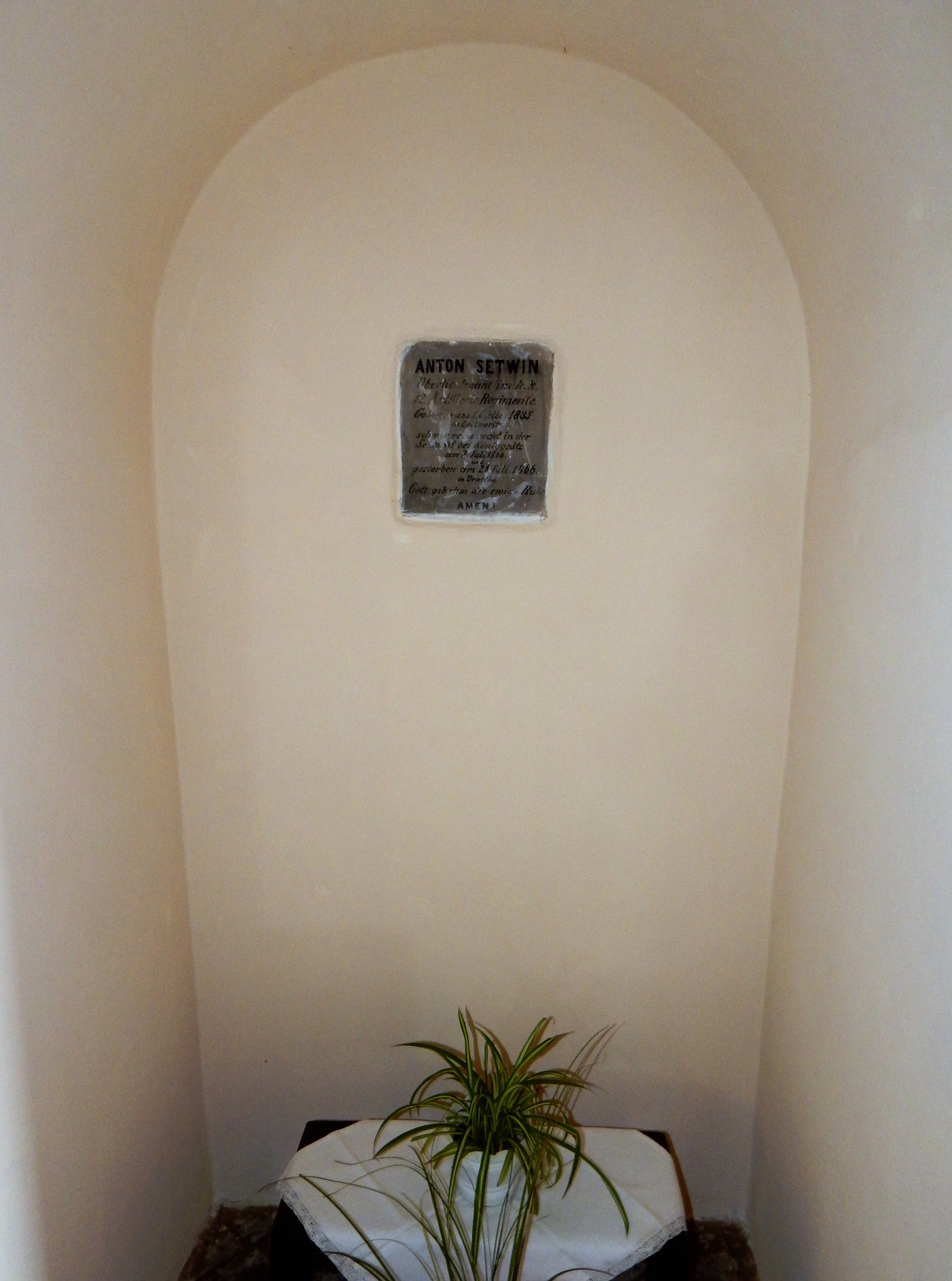
Pomníček oberleutantovi Antonu Setwinovi v interiéru kostela